# Bruna Colósio
Bruna Colósio (Cascavel, 13 de outubro de 1980) é uma ex-tenista brasileira. A paranaenese Bruna tem como maior conquista na carreira o ouro em duplas no Pan-Americano de Santo Domingo 2003 com a parceria de Joana Cortez.

## Carreira

### Juvenil
Sendo uma revelação do tênis paranaense, venceu em 1993 o Banana Bowl, atuou pelo circuito universitário americano, desde 1999 até 2002, competindo pela Universidade do Estado da Louisiana, Bruna foi escolhida jogadora do ano na Conferência Sudeste por duas vezes.

### Profissional
Em 2001 voltou para o Brasil para disputar como tenista profissional, depois de boas temporadas venceu muitos torneios com a parceira Joana Cortez, mais não conseguiu alcançar bons rankings da WTA, representou o Brasil de 2001 a 2004 na Federation Cup. O ponto alto de sua carreira foi o Pan de 2003, conquistado com Joana o ouro veio, mas o reconhecimento não. Sua maior vitória foi sobre a musa russa, Anna Kournikova na primeira rodada do torneio de Charlottsville, por 6/2 6/7 (5) 6/4. Seu melhor ranking em simples 230° do mundo e 182° de duplas. Em 2005 lesionou o ombro e não disputou mais torneios profissionais.
Ao lado de outros esportistas paranaenses, foi homanegeada no samba-enredo do carnaval de Cascavel em 2008.

## Títulos

### Simples
- Future de Belo Horizonte  em 11/2004 vencendo Carla Tiene, por 6/4 6/3.
- Future de Manta, Equador em 12 de agosto de 2002 vencendo Regina Tenez(Espanha), por 6/2 6/2

### Duplas
- Em 25 de maio de 2003 Catania, Itália com Joana Cortez
- Em 28 de setembro de 2003 Greenville, Estados Unidos com Joana Cortez
- Em 16 de novembro de 2003 Cidade do México com Joana Cortez
- Em 05/2004 Houston, Estados Unidos com Ann Mall vencendo Angela Haynes/Ahsha Rolle (EUA) por 7/6 (5) 6/4.
- Em 25 de agosto de 2002, Assunção Paraguai com Nanda Alves vencendo Larissa Carvalho/Maria José Argeri Argentina por 6/4 2/6 6/2
- Em 09/2002, com Celeste Contin da Argentina vencendo Larissa Carvalho/Soledad Esperon Argentina por WO walk-over
- Em 2002, Campos do Jordão Carla Tiene/Bruna Colósio vencendo Andrea Van Den Hurk/Jolanda Mens (Holanda) por 6/1 4/6 6/4
- Em 2001, Campos do Jordão, com Carla Tiene vencendo Melissa Arevalo/Vanessa Menga (ARG/ BRA) por 6/3 7/5

### Pan-Americano
- Em 2003 Santo Domingo ouro ao lado de Joana Cortez.